# Alimentador Los Próceres (Metropolitano)
El servicio AS-08 o alimentador Los Próceres del Metropolitano conecta el terminal Matellini en Chorrillos, con la zona de Los Próceres en el distrito de Santiago de Surco. 

## Características
Su flota está compuesta por autobuses amarillos de 12 metros.

### Horarios
| Servicio Alimentador | Lunes a Sabado | Lunes a Sabado | Domingo       | Domingo       |
| Servicio Alimentador | De ida         | De vuelta      | De ida        | De vuelta     |
| -------------------- | -------------- | -------------- | ------------- | ------------- |
| Regular              | 05:30 - 00:00  | 05:00 - 23:30  | 05:30 - 23:00 | 05:00 - 22:30 |

### Tarifa
| Regular     | Regular |
| ----------- | ------- |
| General     | S/ 1.00 |
| Estudiantes | S/ 0.50 |
| CONADIS     | Gratis  |

## Recorrido
| Ida Los Próceres | Terminal Matellini (Embarque 14) — Prolongación Paseo de la República — Avenida Las Gaviotas — Óvalo La Curva — Avenida Guardia Civil Sur — Avenida Los Próceres. |
| Vuelta Matellini | Avenida Los Próceres (Media vuelta frente a Prosegur Bolichera) — Avenida Los Próceres — Avenida Guardia Civil Norte — Jirón Vista Alegre — Avenida Guardia Civil Sur — Óvalo La Curva — Avenida Las Gaviotas — Prolongación Paseo de la República — Terminal Matellini (Embarque 14) |

## Paraderos
| N.º | Paradero                         | Común con |
| --- | -------------------------------- | --------- |
| 1   | Terminal Matellini (Embarque 14) |           |
| 2   | Calango                          |           |
| 3   | Guardia Peruana                  | AS-07     |
| 4   | El Sol                           | AS-07     |
| 5   | Alipio Ponce                     |           |
| 6   | Los Incas                        |           |
| 7   | Vista Alegre                     |           |
| 8   | Parque Villa Alegre              |           |
| 9   | Alcides Vigo                     |           |
| 10  | Las Crucetas                     |           |
| 11  | Domingo Tristán y Moscoso        |           |

| N.º | Paradero                         | Común con |
| --- | -------------------------------- | --------- |
| 1   | Domingo Tristán y Moscoso        |           |
| 2   | Paseo de la República            |           |
| 3   | Las Crucetas                     |           |
| 4   | Alcides Vigo                     |           |
| 5   | Guardia Civil Sur                |           |
| 6   | Los Incas                        |           |
| 7   | Centro de Instrucción PNP        |           |
| 8   | Los Meteoros                     |           |
| 9   | Guardia Peruana                  | AS-07     |
| 10  | Calango                          |           |
| 11  | Óvalo La Curva                   | AS-07     |
| 12  | Terminal Matellini (Embarque 14) |           |